# Електромагнетско зрачење
Електромагнетно зрачење је комбинација осцилујућег електричног и магнетног поља која заједно путују кроз простор у облику међусобно управних таласа. Ово зрачење је носилац електромагнетне интеракције (силе) и може се интерпретирати као талас или као честица, у зависности од случаја. Честице које квантификују електромагнетно зрачење су фотони.
Електромагнетне таласе је теоријски предвидео Џејмс Максвел 1863. покушавајући да објасни ефекте индукције електричне струје у магнетним пољима и обрнуто. Касније је Хајнрих Рудолф Херц потврдио ову теорију произвевши радио-таласе које је детектовао са другог краја своје лабораторије једноставном осцилацијом електричне струје кроз проводник (тиме демонстриравши примитиван облик антене).
Свако наелектрисање променом брзине кретања генерише електромагнетно поље. Ова информација се простире кроз простор брзином светлости и особине одговарајућег електромагнетног таласа су директно везане за динамику промене кретања наелектрисања. Ако имамо проводник у коме наелектрисање осцилује, генерисани електромагнетни талас ће имати исту фреквенцију осциловања. Алтернативно, ако електромагнетно зрачење гледамо као емисију честица (фотона), енергија коју оне носе је директно везана за таласну дужину, односно учестаност таласа. Што је већа учестаност то је већа енергија фотона. Тачан однос је описан Планковом релацијом E = hν где је Е енергија фотона h је Планкова константа, a ν је фреквенција таласа.
Као што осцилујућа електрична струја у проводнику може да произведе електромагнетни талас, такав талас такође може да у неком проводнику индукује електричну струју исте осцилације, на тај начин омогућавајући трансфер информације од емитора ка пријемнику, што је основ свих бежичних комуникација.
Особине електромагнетног зрачења зависе од његове таласне дужине и као такве се деле на електричне, радио и микроталасе, затим на инфрацрвену, видљиву и ултраљубичасту светлост, X-зраке и гама зраке. Цео опсег таласних дужина електромагнетног зрачења се зове електромагнетни спектар.
У вакууму се електромагнетни таласи простиру брзином светлости, док се при проласку кроз гасове или течности делови спектра могу апсорбовати, односно расипати при хаотичном кретању честица услед ефекта ексцитације атома, при чему талас престаје да се креће праволинијски па је перцепција да се креће спорије од брзине светлости.

## Терминологија

### Таласна дужина
Таласна дужина, симбол λ, је најмања удаљеност две тачака исте фазе покрета једног таласа. При томе две тачке су у фази када се на исти начин у временском размаку покривају и њихова амплитуда има исти смер покрета. Таласна дужина електромагнетног талас је једнака:
{\displaystyle \lambda ={\frac {c}{\nu }}}

### Електрично поље
Електрично поље је простор око наелектрисаног тела у којем се манифестује деловање на друга наелектрисана тела. Јачина електричног поља: 

### Магнетно поље
Магнетно поље је простор у којем се опажа деловање једног магнета на друге магнете. Јачина магнетног поља је:
Када се у отвореном осцилаторном колу изазову електромагнетне осцилације у простору око њега настаје електромагнетно поље. Електрично и магнетно поље нису више одвојени већ чине једну целину. Теорију електромагнетног поља поставио је Максвел. Та теорија се темељи на следећим поставкама:
- Свака промена магнетног поља доводи у околном простору до индуковања вртложног електричног поља. Свака промјена електричног поља доводи до индуковања вртложног магнетног поља у околном простору.
- Електромагнетно зрачење је комбинација осцилујућег електричног и магнетног поља таласа. Максвелова теорија је предвидела постојање електромагнетних таласа, као и то да су светлосни таласи само један облик електромагнетних таласа. Свако наелектрисање промјеном брзине кретања генерише електромагнетно поље. Ова информација се простире кроз простор брзином светлости и особине одговарајућег електромагнетног таласа су директно везане за динамику промене кретања наелектрисања.

## Електромагнетни таласи
Средином 19. века велики изазов су представљали светлост, магнетизам и електрицитет. Претходног века Томас Јанг је измерио таласну дужину светлости, Вилијам Гилберт је открио поларност магнета и бројни истраживачи су експериментисали с новим открићем – електрицитетом. Максвел је 1865. теоретски описао електромагнетне таласе, али није било познато како настају, иако је према Максвелу до тога требало да долази треперењем електричне струје.
Пре је већ била одређена фреквенција светлости. Према Максвеловој теорији, светлост би се морала видети када би фреквенција ЕМ (електромагнетних) таласа коју би производило осцилаторно коло, била једнака фреквенцији светлости. То је било тачно, међутим довољно квалитетна опрему која би могла произвести таласе фреквенције веће од 1  није била доступна. Тек је двадесет година касније Хајнрих Херц је успио да експериментално покаже повезаност електромагнетних таласа и светлости. Тај експеримент је у знатној мери помогао разумевању електромагнетног спектра, и пружио је доказ да се таласи могу створити и ширити кроз простор.

### Настанак електромагнетних таласа
Ако се у некој тачки простора створи промјенљиво магнетно поље оно ће у суседној тачки индуковати вртложно електрично поље које је такође промјенљиво. Оно ће индуковати вртложно магнетно поље, а ово вртложно електрично поље, итд. На тај начин настаје електромагнетни талас. Процес ширења промјенљиво електромагнетног поља кроз простор назива се електромагнетни талас.
Као што осцилујућа електрична струја у проводнику може да произведе електромагнетни талас, такав талас такође може да у неком проводнику индукује електричну струју исте осцилације, на тај начин омогућавајући трансфер информације од емитора ка пријемнику, што је основ свих бежичних комуникација. У вакууму се електромагнетни таласи простиру брзином светлости, док се при проласку кроз гасове или течности делови спектра могу апсорбовати, односно расипати при хаотичном кретању честица услед ефекта ексцитације атома, при чему талас престаје да се креће праволинијски па је перцепција да се креће спорије од брзине светлости.
Брзина електромагнетних таласа у вакууму је c = 3 * 10^8 m/s, а то је брзина светлости у вакууму.

### Ширење електромагнетног поља
Електромагнетни таласи престављају ширење електромагнетног поља. Тела са електричним набојем производе у својој околини електрично поље, а електрична струја у електричним проводницима производи у својој околини магнетно поље. Међутим, ако се у струјном коло било како мењају електрични напон или струја, појављују се електромагнетни таласи, који се шире у простор.
Средином 19. века велики изазов био је познат као светлост, магнетизам и електрицитет. У претходном веку Томас Јанг је измерио таласну дужину светлости, Вилијам Гилберт је открио поларитет магнета и бројни истраживачи су експериментисали с новим открићем – електрицитетом. Ј. К. Максвел је 1865. направио теоретски опис електромагнетних таласа, али није било познато како се могу произвести, иако је према Максвелу то требало да буде могуће да се постигне осциловањем електричне струје.
Џејмс Клерк Максвел је утврдио да постоји узајамно деловање између електричног и магнетног поља. Променљиво магнетно поље производи електрично, а променљиво електрично поље – магнетно. Процес узајамног произвођења електричног и магнетног поља шири се по простору коначном брзином, која је једнака брзини светлости. Ширење тога процеса назива се електромагнетним таласом у најширем смислу. Ако у електричним проводницима протиче електрична струја која се временски мења са хармонијски одређеном фреквенцијом, електромагнетно је поље синусно променљиво с истом фреквенцијом, а у простору се добија таласни учинак. То је електромагнетни талас у ужем смислу. Тек је двадесет година касније Х. Р. Херц експериментално успео да докаже повезаност електромагнетних таласа са светлошћу. Тај експеримент је пуно помогао у разумевању електромагнетног спектра, што је доказ да се таласи могу створити и ширити кроз простор.
Ако се таласни учинак шири брзином v, а поље се мења фреквенцијом ν, одговарајућа дужина таласа λ износи: {\displaystyle \lambda ={\frac {v}{\nu }}} Средство које испуњава простор активно учествује у ширењу електромагнетних таласа. Оно се опире продирању таласа. Зато се талас у средству шири мањом брзином него у празном простору. Ако је брзина електромагнетног таласа у вакууму c0, а у простору испуњеном неким средством c, њихов однос: {\displaystyle n={\frac {c_{0}}{c}}} одређује индекс преламања. Ако је средство у простору електрично проводно, у њему под утицајем електромагнетних таласа настају електричне струје. Талас губи на енергији и пригушује се. Настале електричне струје произведу са своје стране таласе те настаје збирни таласни учинак, који се шири мањом брзином него у средству без губитака. У проводним средствима мора се разликовати брзина ширења процеса стварања таласа или брзина чела таласа (групна брзина) од брзине таласног учинка (фазна брзина). Чело таласа шири се увек брзином светлости, а фазна је брзина мања ако средство троши енергију таласа. Чим средство троши енергију таласа, он се при продирању кроз проводно средство пригушује и његове амплитуде опадају. Удаљеност на којој се оне смање на 37% свог првотног износа зове се дубина продирања таласа. Она зависи од електричних и магнетних својстава средства и од фреквенције. Дубина продирања телевизијског таласа у морској води износи тек неколико центиметара. Када талас дође на границу између два средстава, друго средство се опире његовом продирању. Талас се једним делом рефлектује назад у прво средство, а други део наставља ширење у другом средству. Талас остварује притисак на друго средство. Тај притисак је врло мали јер је густина енергије коју талас преноси врло мала. На електрично проводним плочама долази до тоталне рефлексије таласа. Својство рефлексије таласа искориштава се у изради таласних рефлектора, а на њему се заснива и рад радара. Електрични проводници троше енергију електромагнетнога таласа. Талас губи на енергији ширећи се низ проводну површину, он се пригушује као у средству с губицима. Струје произведене у проводној површини присиљавају талас да се шири низ површину. Такав је случај код водова за пренос електричне енергије. Таласи се на водовима шире по њиховој дужини такође брзином светлости. Хармоничким се таласима приписује дужина таласа одређена као пре код просторних таласа. Размак међу проводницима вода мора бити много пута мањи од дужине таласа. Тада вод емитује у простор тек занемарив износ своје енергије коју преноси. Високофреквентна електрична енергија преноси се водовима све док може бити задовољен споменути захтев. У подручју врло високих фреквенција, односно врло малих дужина таласа, примењују се за пренос такве електричне енергије цеви зидова проводника, таласоводи. Уз хармонијске таласе појављују се код сваке промене електричног набоја или електричне струје таласни импулси. Атмосферска избијања изазивају јаке електромагнетне таласе. Слично делују и експлозије на Сунцу. Искрења у електричним инсталацијама производе такође таласне импулсе, који сметају на пример у радио пријаму. Електромагнетни таласи искориштавају се за пренос различитих сигнала на даљину. У емисијским уређајима производе се променљиве електричне струје које пролазе кроз проводнике те тако стварају електромагнетне таласе. Први је Никола Тесла применио антену у емисијском уређају.

### Максвелове једначине
Максвел је у својим једначинама електромагнетне таласе објаснио изразима за електрична и магнетна поља. Према томе електромагнетни таласи настају зато што:
- променљиво магнетно поље  ствара променљиво електрично поље E,
- променљиво електрично поље  ствара променљиво магнетно поље B.

На тај начин из Максвелових једначина следи низ узајамних промена електричних поља које се простиру простором као електромагнетни таласи. Ти ланци електричних и магнетних поља могу се одвојити од електричних набоја и струја те се слободно ширити простором у облику електромагнетних таласа. Они постоје и након што се уклони њихов извор. Поља су тада самостална и могу постојати и ширити се без постојања електричних набоја и струја.

### Херцови експерименти
Максвел је својом теоријом формулисао да се електромагнетни таласи шире у вакууму истом брзином (300 000 km/с) као и таласи светлости и да имају иста својства. Ваљаност Максвелове теорије потврдио је својим експериментима немачки физичар Х. Р. Херц 1888. При том се Херц служио апаратом за производњу осцилација који се зове осцилатор. Тај се осцилатор састоји од две металне шипке које на својим унутрашњим крајевима имају металне куглице. Те су куглице спојене с пригушницом који их наелектрише. Када између куглица прескочи електрична искра, настају електричне осцилације. У искришту је електрична струја најјача, а на крајевима шипки једнака је нули. Другим речима, у искришту настају трбуси, а на крајевима шипки чворови електромагнетног таласа.
За доказ електромагнетних таласа служи апарат који се зове резонатор. Тај се резонатор састоји такође од две равне шипке на чијим се унутрашњим крајевима налазе куглице. Да би резонатор прилагодио на резонанцију, Херц је мењао његов електрични капацитет тако да је продуживао или скраћивао дужину шипки. Када је резонатор у резонанцији с осцилатором и ако је с њиме паралелан, између куглица резонатора прескачу електричне искре. Будући да се електрична искра слабо види, резонатор се веже за други апарат који се зове кохерер, а с њиме је заједно у споју електрично звонце и галванска батерија.

## Својства електромагнетних таласа
Електромагнетни таласи имају четири важна својства:
1. За разлику од осталих таласа који се шире неким средством, електромагнетни се таласи могу ширити вакуумом.
2. Осцилујућа електрична и магнетна поља у линеарно поларизованом електромагнетном таласу су у фази.
3. Смерови електричног и магнетног поља у електромагнетном таласу су међусобно нормални и оба су нормална на смер ширења таласа, што их чини трансверзалним таласима.
4. Брзина електромагнетних таласа зависи само од електричних и магнетних својства медија којим се шире, а не зависе од амплитуда електромагнетног поља.

За разлику од већине осталих таласа, за ширење електромагнетних таласа није потребан медијум (на пример ваздух, вода, таласовод и слично). На путу којем се електромагнетни таласе шире нису неопходне осцилујуће честице неког медија, него при ширењу електромагнетног таласа осцилују електрична и магнетна поља. Електромагнетне таласе стварају електрични набоји који се крећу убрзано (акцелерирано). Ако електрични набој осцилује, он емитује континуирани електромагнетни талас, а ако има само краткотрајну акцелерацију, тада емитује пулсни електромагнетни талас.

### Ширење електромагнетних таласа
Из антене исијава електрична енергија у облику електричног поља. Пример је диполна антена која се састоји од две једнако дуге жице, прикључене на оба пола једног искришта. Познато је да се око сваког наелектрисаног електричног проводника јавља електрично поље, а око сваког проводника којим тече струја јавља се магнетно поље. Између куглица искришта постоји електрични напон, а тиме и електрично поље. То се електрично поље након четвртине периода, кад прескочи електрична искра, претвара у магнетно поље, па се око искришта стварају магнетне линије силе. У идућој четвртини периода дипол је поново наелектрисан, али у супротном смеру, те електрично поље има супротан смер. Кад се дипол избије у идућој четвртини периода, ствара се поново магнетно поље, али супротног смера него у другој четвртини периода. При том се електричне и магнетне линије силе шире у простор и одвајају од дипола као затворени снопови линија. На тај начин антена исијава (емитује) електрично и магнетно поље у простор у облику таласа који се зову заједничким именом електромагнетни таласи.

### Носилац електромагнетних таласа
Таласи светлости и електромагнетни таласи имају иста основна својства и шире се истом брзином (брзина светлости). Између њих нема никакве разлике у њиховим физичким својствима, већ се само разликују у таласној дужини, односно фреквенцији. Дифракција, интерференција и поларизација су показали да је светлост трансверзални талас. Код електромагнетног таласа електрично осциловање је нормално на магнетно, па се те две промене шире у простор нормално на смер свога кретања. Према томе је и електромагнетни талас такође трансверзално осцилује. Експерименти показују да електричне промене у електромагнетном таласу делују на фотографску плочу и на видни живац у нашем оку, па имамо осећај светла. Све то упућује закључак да су видљиви таласи светлости, као и инфрацрвени, ултраљубичасти, рендгенски и гама зраци такође електромагнетни таласи, само много мање таласне дужине. Од таласне дужини зависе њихова посебна својства. Сви таласи распоређени по својој таласној дужини чине електромагнетни спектар.
Поставља се питање носиоца електромагнетних таласа. Раније се сматрало да је носилац тих таласа нека хипотетична материја, етер који испуњава читав свемир. Даљи развој науке је потпуно одбацио ту хипотезу. Та би, наиме, материја морала да има чудна својства, то јест она би морала да буде савршено крута, а ипак би се кроз њу кретала сва небеска тела без икаквог отпора. Осим тога морала би бити и савршено еластична. Данас се сматра да за електромагнетне таласе није неопходан било какав материјални носилац, и да су то само периодичне промене одређеног физичког стања у простору. Њихов је носилац сам простор, у коме се те промене збивају.